# ドン・サンダーレイジ
ドン・J・サンダーレイジ (Don J. Sunderlage, 1929年12月20日 - 1961年7月15日) は、アメリカ合衆国の元プロバスケットボール選手。身長185cm、体重81kg。ポジションはシューティングガード。

## 経歴
サンダーレイジはイリノイ大学を2度のNCAAトーナメントベスト8に導き、自身は4年次に平均17.4得点でカンファレンス年間最優秀選手に選ばれた。1951年、NBAドラフト全体9位でフィラデルフィア・ウォリアーズに指名されたが兵役のためプレーせず、1953年にミルウォーキー・ホークスでNBAデビューを果たした。プロ1年目は平均11.2得点2.8アシストでオールスターに選ばれたが、ミネアポリス・レイカーズに移籍した翌1954-55シーズンは成績を大幅に後退させ、この年限りで現役を引退した。NBAでの成績は、113試合で通算874得点224アシスト（平均7.7得点2.0アシスト）であった。
1961年、サンダーレイジはウィスコンシン州レイク・ジェニーバで交通事故に遭い、同乗していた妻とともに死亡した。享年31。

## 個人成績

### レギュラーシーズン
| Season   | Team     | GP  | MPG  | FG%  | FT%   | RPG | APG | PPG  |
| -------- | -------- | --- | ---- | ---- | ----- | --- | --- | ---- |
| 1953–54  | MLH      | 68  | 32.8 | .340 | .748  | 3.3 | 2.8 | 11.2 |
| 1954–55  | MNL      | 45  | 9.0  | .248 | .658  | 1.2 | 0.8 | 2.5  |
| Career   | Career   | 113 | 23.3 | .326 | .732  | 2.5 | 2.0 | 7.7  |
| All-Star | All-Star | 1   | 6.0  | .500 | 1.000 | 0.0 | 1.0 | 4.0  |